# Czaghczaran
Czaghczaran (dari: چغچران‬) – miasto w środkowym Afganistanie. Jest stolicą prowincji Ghor. W 2021 roku liczyło prawie 135 tys. mieszkańców. W pobliżu miasta znajduje się port lotniczy Czaghczaran. Od 2005 roku miasto jest siedzibą kontyngentu litewskiego w Afganistanie.